# Elizabeth Cady Stanton
Elizabeth Cady Stanton (Johnstown, 12 novembre 1815 – New York, 26 ottobre 1902) è stata un'attivista statunitense, abolizionista e figura guida dei primi movimenti femministi per l'emancipazione femminile.
La sua Dichiarazione dei Sentimenti, ispirata alla Dichiarazione di Indipendenza americana, fu presentata alla Convenzione di Seneca Falls del 1848, la prima negli Stati Uniti organizzata da donne, tenutasi nell'omonimo villaggio nei pressi di New York. Quel documento è ritenuto come l'atto fondativo del primo movimento suffragista e di emancipazione femminile degli Stati Uniti.
Stanton fu presidentessa della National Woman Suffrage Association dal 1892 al 1900. Prima di occuparsi quasi esclusivamente di diritti delle donne, fu una fervente abolizionista assieme al marito Henry Brewster Stanton (co-fondatore del Partito Repubblicano) e al cugino Gerrit Smith. Non si limitò ad affrontare esclusivamente il problema del diritto di voto, ma si dedicò anche ad altre questioni riguardanti le donne: i diritti di parentela e di custodia, i diritti di proprietà e di reddito, le condizioni di lavoro, il divorzio, il controllo delle nascite. Fu anche sostenitrice del Movimento per la temperanza, nato sul finire del XVIII secolo contro l'abuso delle bevande alcoliche.
Nel 1882 l'incontro con Maria Deraismes a Parigi le apre le porte della massoneria ed entra nel Droit Humain.
Tra il 1895 e il 1898 con un comitato di altre 26 donne scrisse La Bibbia della donna, un saggio di esegesi biblica dal punto di vista femminile, che divenne ben presto un bestseller.
Dopo la guerra civile americana, l'impegno di Cady Stanton alla causa del suffragio femminile provocò uno scisma all’ interno del movimento dei diritti delle donne. Con Susan B. Anthony si rifiutò di approvare il passaggio del Quattordicesimo e del Quindicesimo emendamento alla Costituzione statunitense che intendeva assicurare agli uomini afroamericani una maggiore protezione giuridica e il diritto di voto, obiettando che alle donne, sia bianche che nere, gli stessi diritti erano negati. La sua posizione su questo tema, la sua concezione del cristianesimo e di altre questioni femminili portarono alla formazione di due distinte organizzazioni per i diritti delle donne.
Elizabeth Cady Stanton morì il 26 ottobre 1902 per un’insufficienza cardiaca.

## Infanzia e contesto familiare
Elizabeth Cady Stanton, ottava di undici figli, nacque a Johnstown, New York, da Daniel Cady e Margaret Livingston Cady. Cinque dei suoi fratelli morirono in giovane età. Solo Elizabeth e quattro sorelle vivranno a lungo e in buona salute. Elizabeth chiamerà le sue due figlie Margaret e Harriot in onore delle sue sorelle.
Daniel Cady, il padre di Stanton, fu un illustre avvocato federalista. Ricoprì un mandato nel Congresso degli Stati Uniti (1814-1817), divenne giudice circoscrizionale e nel 1847 giudice della Corte Suprema di New York. Fu lui a far avvicinare sua figlia alla legge e, con il cognato Edward Bayard, piantò i primi semi che portarono Elizabeth a diventare un’attivista. Da ragazza Elizabeth amava leggere i libri di legge di suo padre e discutere di problemi legali. Fu questo primo accostamento al mondo legale che portò Elizabeth a rendersi conto di quanto la legge fosse più dalla parte degli uomini che delle donne. In particolare, scoprendo che le donne sposate non potevano disporre delle loro proprietà o del loro reddito, né rivendicare diritti di custodia sui loro figli, si convinse che certe iniquità dovevano cessare di esistere.
La madre di Elizabeth, Margaret Livingston Cady, discendente di coloni olandesi, era figlia del colonnello James Livingston, un ufficiale dell'Esercito continentale durante la Rivoluzione Americana. Donna insolitamente alta per la sua epoca, possedeva una presenza autorevole, “regale”. Devastata dalla perdita di numerosi figli, cadde in una depressione che le impedì di essere pienamente coinvolta nella vita dei figli sopravvissuti e ciò provocò un vuoto materno nell'infanzia di Elizabeth.
Con la madre in queste condizioni e il padre che cercava di dimenticare la perdita dei figli immergendosi sempre più nel suo lavoro, molte delle responsabilità sull'educazione dei bambini ricaddero sulla sorella maggiore di Elizabeth, Tryphena, e su suo marito, Edward Bayard. Bayard, un compagno di classe del fratello maggiore di Elizabeth, Eleazar Cady, ai tempi dell’Union College e figlio di James A. Bayard, Sr., un senatore americano di Wilmington (Delaware), era un apprendista presso lo studio legale di Daniel Cady. Egli fu determinante nel far scoprire a Elizabeth l'esistenza delle gerarchie di genere all’interno del sistema giuridico.
La schiavitù a New York non cessò prima del 4 luglio 1827 e, come molti uomini del suo tempo, il padre di Elizabeth era un proprietario di schiavi. Peter Teabout, uno schiavo nella famiglia Cady, poi liberato a Johnstown, si prese cura di Elizabeth e di sua sorella Margaret. Nella sua biografia Eighty Years & More, Elizabeth lo ricorda con affetto senza mai menzionare la sua condizione di schiavo.

## Istruzione e crescita intellettuale
A differenza di molte donne della sua epoca, Stanton ricevette un’istruzione pubblica. Frequentò la Johnstown Academy fino all'età di 16 anni, risultando l'unica ragazza nelle classi di Matematica e di Lingue. Vinse il secondo premio in occasione della competizione di greco e diventò un’oratrice brillante. Ricordava con piacere i suoi anni a scuola e ammise di non aver incontrato ostacoli a causa del suo sesso.
Nella sua biografia, Stanton attribuisce al suo vicino di casa, il reverendo Simon Hosack, il merito di aver stimolato la sua crescita intellettuale e accademica. In seguito alla morte del fratello Eleazar nel 1826, Elizabeth ricorda di aver cercato di confortare il padre promettendogli che sarebbe diventata proprio come lui. All'epoca la risposta di questi ("Oh, figlia mia, come vorrei che tu fossi un ragazzo!"), la addolorò molto, e mise in luce come egli considerasse i maschi superiori alle femmine. Il reverendo Hosack, al quale confidò il suo sconforto, continuò ad insegnarle il greco e la incoraggiò a leggere, rafforzando la sua fiducia e l'autostima.
Dopo aver concluso il suo percorso presso la Johnstown Academy, Stanton ebbe un primo assaggio di discriminazione sessuale: molti dei suoi compagni dell’Academy, che avevano ottenuto risultati scolastici meno rilevanti dei suoi, si iscrissero all'Union College, lo stesso frequentato dal fratello maggiore Eleazar, precluso alle donne. Elizabeth si iscrisse al Seminario Femminile di Troy a New York, fondato e diretto da Emma Willard, rinominato nel 1895 Emma Willard School proprio in suo onore.
Stanton ricorda di essere stata fortemente influenzata dal predicatore presbiteriano Charles Grandison Finney, figura centrale del movimento di rinascita protestante, detto il Secondo Grande Risveglio, che si sviluppò negli Stati Uniti durante la prima metà del XIX secolo. La sua influenza, unita al presbiterianismo calvinista appreso durante la sua infanzia, ebbe molta presa su di lei: il monito del giudizio universale e della dannazione arrivarono a terrorizzarla. Il padre e il cognato Edward Bayard, per allontanarla da questi pensieri, organizzarono un viaggio presso le Cascate del Niagara con la speranza di farle recuperare la ragione e l'equilibrio. Elizabeth non tornò mai al cristianesimo e dopo questa esperienza si convinse che la logica e il senso etico fossero le migliori guide per la sua mente e il suo comportamento.

## Matrimonio e famiglia

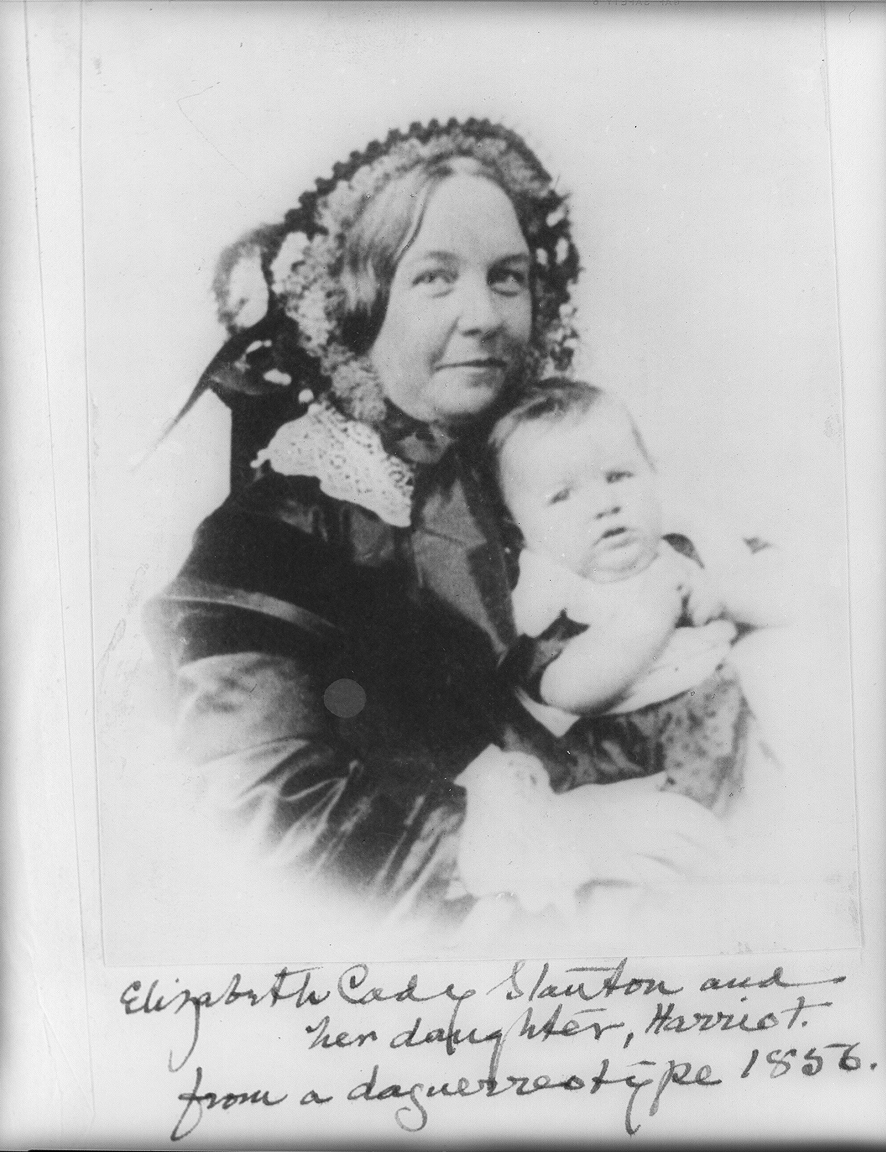
Elizabeth Cady Stanton e sua figlia Harriot

Elizabeth conobbe Henry Brewster Stanton in occasione degli incontri del Movimento per la temperanza e di quello abolizionista. Henry Stanton era un conoscente del cugino di Elizabeth, Gerrit Smith, abolizionista e membro del "Secret Six" che sosteneva il raid di John Brown a Harpers Ferry. Stanton era un giornalista, antischiavista e diventò avvocato dopo il matrimonio. Malgrado le riserve del padre di Elizabeth, la coppia si sposò nel 1840, con la richiesta rivolta al ministro da parte della futura sposa di rimuovere dai voti nuziali la frase "prometto di ubbidire". Più tardi scrisse: "Mi sono ostinatamente rifiutata di obbedire a colui con cui stavo per intraprendere una relazione paritaria".
Nel 1840 partecipò alla World Anti-Slavery Convention, un'assemblea per l'abolizione della schiavitù che si riunì per la prima volta all'Exeter Hall di Londra, dal 12 al 23 giugno 1840, organizzata dalla British and Foreign Anti-Slavery Society, in gran parte su iniziativa del quacchero inglese Joseph Sturge. L'esclusione delle donne dalla convenzione diede un grande impulso al movimento per il suffragio femminile negli Stati Uniti.
Tra il 1842 e il 1859 la coppia avrà sette figli, l'ultimo dei quali avuto da Elizabeth all'età di 44 anni. Poco dopo il ritorno negli Stati Uniti dalla luna di miele europea, la coppia si trasferì dalla famiglia di Elizabeth a Johnstown. Henry Stanton studiò legge sotto la guida del suocero fino al 1843, quando gli Stanton si trasferirono a Boston (Massachusetts), dove Henry diventò socio di uno studio legale. A Boston Elizabeth godette appieno degli stimoli sociali, politici e intellettuali provenienti dalle riunioni e dagli incontri con gli abolizionisti. Tra gli altri conobbe Frederick Douglass, William Lloyd Garrison, Louisa May Alcott e Ralph Waldo Emerson. Durante il matrimonio e la successiva vedovanza, Stanton assunse il cognome del marito senza però rinunciare al suo, firmandosi Elizabeth Cady Stanton o E. Cady Stanton, ma si rifiutò di essere etichettata come “la signora di Henry B. Stanton”; l'abitudine di chiamare le donne ‘la signora John’ o ‘la signora Tom’ e gli uomini di colore ‘Sambo’ e ‘Zip Coon’ - secondo Stanton - si fondava sul principio che gli uomini bianchi si consideravano i padroni di tutti".
Il matrimonio non fu privo di attriti e disaccordi. Henry Stanton, come Daniel Cady, non approvava il suffragio femminile. A causa del lavoro e dei frequenti viaggi, marito e moglie erano spesso lontani. Simili nel temperamento e nell'ambizione, nutrivano invece diverse opinioni su alcune questioni, prima fra tutte quella sui diritti delle donne. Al di là di tutto il loro fu un matrimonio felice: durò 47 anni e si concluse solo alla morte di Henry Stanton nel 1887.
Nel 1847 la famiglia degli Stanton, preoccupata per l'effetto dei rigidi inverni del New England sulla fragile salute di Henry, si trasferì da Boston a Seneca Falls (New York). La loro casa, acquistata da Daniel Cady, si trovava a poca distanza dalla città. Gli ultimi quattro figli della coppia - due maschi e due femmine - nacquero lì, concepiti con un programma che Elizabeth chiamava "maternità volontaria". In un'epoca in cui una moglie doveva sottomettersi alle richieste sessuali del marito, Stanton credeva fermamente che le donne dovessero avere il comando sulle loro relazioni sessuali e sulla gravidanza. Pur sostenendo il controllo delle nascite, che probabilmente usava lei stessa, equiparava l'aborto all'infanticidio. Stanton era una madre favorevole all'omeopatia, alla libertà di espressione, alle attività all'aperto e ad un'istruzione accademica per tutti i suoi figli. Sua figlia Margaret la ricorderà come "allegra, solare e indulgente".
Sebbene apprezzasse la maternità e si assumesse la responsabilità sull’educazione dei figli, Elizabeth si sentì spesso insoddisfatta e persino depressa per la mancanza di compagnia intellettuale a Seneca Falls. In quel periodo rimase in contatto con la sua amica di lunga data Susan B. Anthony, incontrata per la prima volta nel 1851, cui scrisse alcune lettere nelle quali confidava le sue difficoltà nel trovare un equilibrio tra la vita privata e quella pubblica. Per fuggire dalla noia e dalla solitudine si inserì sempre più all’interno della comunità stabilendo legami con le donne che condividevano i suoi stessi pensieri.

## Gli albori del movimento per i diritti delle donne
Ancor prima di andare a vivere a Seneca Falls, Stanton era diventata ammiratrice e amica di Lucretia Mott, quacchera, femminista e abolizionista, incontrata nel 1840 a Londra, durante la sua luna di miele, alla World Anti-Slavery Convention. Le due donne divennero alleate nel momento in cui i delegati uomini presenti alla Conferenza votarono contro la partecipazione delle donne. A seguito di un acceso dibattito, venne loro imposto di sedersi in un’altra sezione, nascoste alla vista degli uomini presenti. Furono presto raggiunte dal famoso abolizionista, William Lloyd Garrison che, in segno di protesta, rifiutò il suo seggio, e si sedette con loro.
L'esempio di Mott e la decisione di vietare alle donne di partecipare al convegno rafforzarono l'impegno di Stanton nei confronti dei diritti delle donne.
Nel 1848 Elizabeth, Lucretia Mott, la sorella di questa Martha Coffin Wright, Jane Hunt e alcune altre donne organizzarono il 19 e 20 luglio la Convenzione di Seneca Falls, a cui presero parte più di 300 persone. Stanton redasse la Dichiarazione dei Sentimenti, che lesse proprio in quell'occasione. Modellata sulla Dichiarazione d'Indipendenza degli Stati Uniti, era fondata sul concetto di uguaglianza tra uomini e donne. Elizabeth proponeva, tra le altre cose, la richiesta di un diritto allora controversa: quello del voto per le donne. Le risoluzioni finali, tra cui il suffragio femminile, furono approvate grazie anche al sostegno di Frederick Douglass, che partecipò e parlò informalmente alla Convenzione.

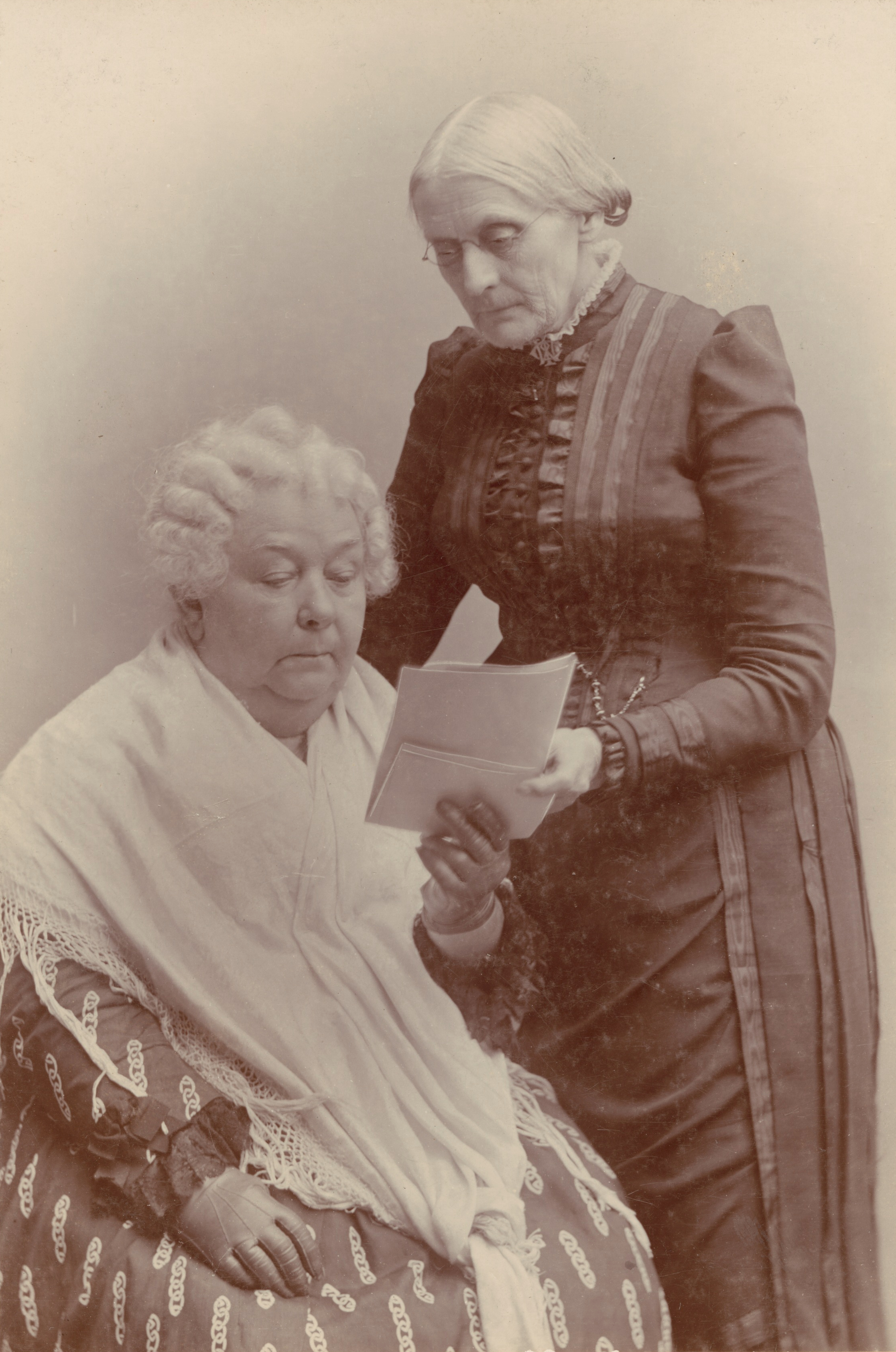
Stanton (seduta) con Susan B. Anthony

Poco dopo il congresso, Stanton fu invitata a parlare alla seconda conferenza sui diritti delle donne, la Rochester Convention del 1848, consolidando il suo ruolo di attivista e riformatrice. Paulina Kellogg Wright Davis la invitò a parlare alla prima Conferenza nazionale dei diritti della donna nel 1850, ma a causa della gravidanza, Stanton scelse di far includere il suo nome nella lista dei sostenitori e di inviare un discorso da leggere al suo posto. Tre anni dopo Amelia Bloomer presentò ad Elizabeth Susan B. Anthony, una femminista che non aveva firmato la Dichiarazione dei Sentimenti e le risoluzioni successive nonostante la sua partecipazione alla Convenzione di Seneca Falls.. Susan divenne la più importante e fedele amica di Elizabeth. Sebbene siano meglio ricordate per il lavoro congiunto a favore del suffragio femminile, le due donne collaborarono inizialmente nel Movimento per la Temperanza. Furono cofondatrici della Woman's State Temperance Society che ebbe però vita breve (1852-1853). Durante la sua presidenza nell'organizzazione, Stanton scandalizzò molti sostenendo che l'ubriachezza era da considerarsi una causa sufficiente per poter chiedere il divorzio.
Single e senza figli, Susan B. Anthony aveva il tempo e le energie sufficienti per viaggiare e sostenere pubblicamente le rivendicazioni femminili, attività che Stanton non poteva sempre permettersi. Le loro abilità si completavano a vicenda: Stanton scrisse molti dei discorsi di Anthony, mentre quest’ultima svolgeva il ruolo di organizzatrice e stratega del movimento. Una volta Stanton scrisse ad Anthony: "Nessun potere in cielo, all'inferno o in terra potrà separarci, perché i nostri cuori sono eternamente uniti". Quando Stanton morì, Anthony la descrisse come colei che era stata in grado di "forgiare i fulmini" che lei aveva "scagliato". A volte i loro diversi punti di vista le portarono ad alcune discussioni e conflitti, ma nessun disaccordo minacciò mai la loro amicizia o il rapporto di lavoro. Elizabeth e Susan rimasero amiche e colleghe fino alla morte della prima, avvenuta circa 50 anni dopo il loro primo incontro.

## Le divergenze con gli abolizionisti e il voto alle donne
Conclusasi la Guerra Civile Americana, sia Elizabeth che Susan si allontanarono dal loro passato abolizionista e cominciarono ad esercitare forti pressioni contro la ratifica del Quattordicesimo e del Quindicesimo Emendamento alla Costituzione degli Stati Uniti, che avrebbe garantito agli uomini afroamericani il diritto di voto. Le due donne erano fortemente convinte che gli uomini afroamericani, in virtù del Tredicesimo Emendamento, avessero già le protezioni legali (ad eccezione del suffragio) concesse ai cittadini maschi bianchi e che l’estensione della cerchia di uomini votanti avrebbe causato solo l’aumento del numero di elettori pronti a negare alle donne il diritto di voto. Stanton e Anthony si sentirono tradite dagli abolizionisti, con i quali avevano in precedenza lottato, perché essi rifiutarono la proposta di modifica degli emendamenti che avrebbe incluso una volta per tutte anche le donne.
Alla fine, la posizione di Elizabeth assunse connotazioni razziali. Schierandosi a difesa del suffragio femminile, Cady Stanton ipotizzò che le donne elettrici dotate di "ricchezza, istruzione e raffinatezza", fossero necessarie per compensare l'influenza negativa che gli ex schiavi e immigrati, con la loro "povertà, ignoranza e degrado", avrebbero esercitato sul sistema politico americano. Ella dichiarò che si trattava di "una questione seria, ovvero se fosse meglio mettersi da parte e vedere prima 'Sambo' entrare nel regno [dei diritti civili]". Alcuni studiosi hanno sostenuto che questa sua posizione indusse gli uomini afroamericani a schierarsi contro le donne.
L’opinione di Elizabeth provocò una significativa rottura tra lei e molti leader dei diritti civili, in particolare Frederick Douglass, il quale riteneva che le donne bianche in virtù del loro legame con padri, mariti e fratelli, avessero già ottenuto il voto, anche se indirettamente. Gli uomini afroamericani non godevano della loro stessa posizione, ma egli era convinto che una volta che questi avessero ottenuto il diritto di voto, le loro donne avrebbero avuto lo stesso grado di potere delle donne bianche. Il suffragio femminile era dunque, a suo avviso, meno urgente del suffragio maschile degli uomini neri.
In disaccordo con Douglass, e nonostante il linguaggio razzista a cui a volte fece ricorso, Cady Stanton credeva fermamente nel suffragio universale per tutti, neri e bianchi, uomini e donne. Parlando a nome delle donne nere, dichiarò che negando loro il diritto di votare, le donne afroamericane che erano state liberate erano condannate "a una tripla schiavitù che l'uomo non aveva mai conosciuto", quella della schiavitù, del genere e della razza. Anche Susan B. Anthony, Olympia Brown, e in particolare Frances Dana Barger Gage, erano della stessa opinione. Nel suo testo The Slave's Appeal scritto nel 1860, Elizabeth Cady Stanton porta alla luce non solo la questione del femminismo, ma anche i problemi e le lotte degli schiavi.

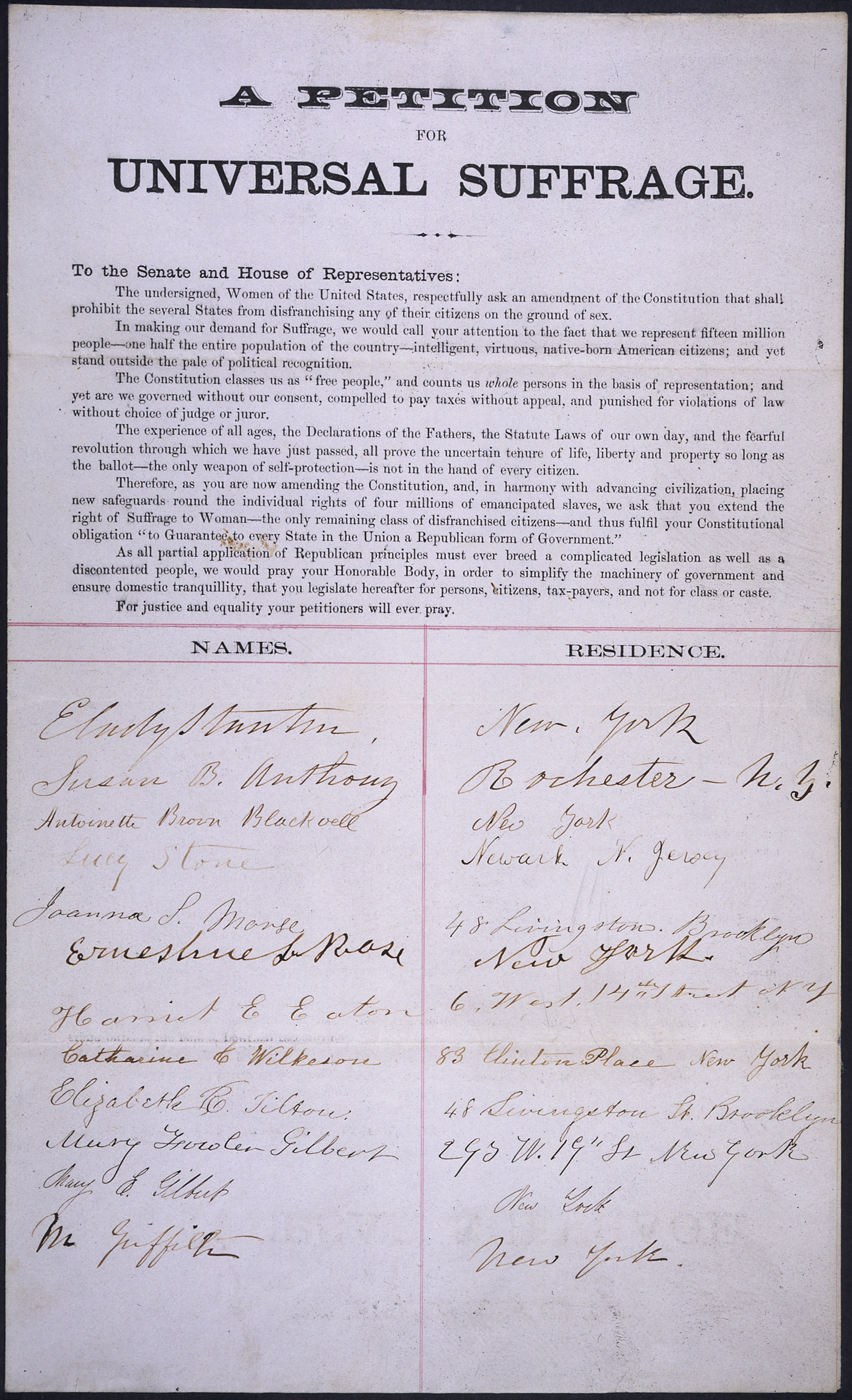
La petizione di Stanton e altri suffragisti

Thaddeus Stevens, un deputato repubblicano della Pennsylvania e fervente abolizionista, era d'accordo nell'affermare che il diritto di voto dovesse essere universale. Nel 1866 Elizabeth, Susan e molti altri suffragisti redassero una petizione di suffragio universale che chiedeva il diritto di voto senza considerazione di sesso o di razza. La petizione fu presentata da Stevens in una seduta del Congresso degli Stati Uniti. Nonostante gli sforzi, il Quattordicesimo Emendamento fu approvato senza modifiche nel 1868.
Mentre il Quindicesimo Emendamento si stava facendo strada attraverso il Congresso, la posizione di Elizabeth portò ad uno scisma all'interno del movimento per i diritti delle donne. Molte delle sue leader, tra cui Lucy Stone, Elizabeth Blackwell e Julia Ward Howe, discussero in modo acceso la proposta del "tutto o niente" avanzata da Elizabeth. Nel 1869 il disaccordo sulla ratifica del Quindicesimo Emendamento aveva dato vita a due organizzazioni separate per il suffragio delle donne: la National Woman Suffrage Association (NWSA), fondata nel maggio 1869 da Susan B. Anthony e Elizabeth Cady Stanton (quest'ultima presidentessa in carica per 21 anni), rifiutava di avallare il passaggio del Quindicesimo Emendamento se non vi fossero state apportate delle modifiche; l'altra organizzazione, l'American Woman Suffrage Association (AWSA), con un maggior numero di iscritti e meglio finanziata, fondata il novembre successivo e guidata da Stone, Blackwell e Howe, intendeva approvare il Quindicesimo Emendamento così com'era. A seguito del varo di tale emendamento, l'AWSA preferì concentrarsi solo sul suffragio femminile, piuttosto che sostenere anche gli altri diritti delle donne sostenuti da Cady Stanton: leggi sul divorzio uguali per entrambi i sessi, diritto di rifiutare il marito sessualmente, maggiori opportunità economiche per le donne e diritto delle donne di poter avere incarichi all'interno delle giurie.
Sojourner Truth, ex schiava e femminista, si unì all'organizzazione di Cady Stanton e Susan B. Anthony come anche Matilda Joslyn Gage che in seguito lavorò con Elizabeth nella stesura di The Woman's Bible. Nonostante le pressioni di Cady Stanton, anche il Quindicesimo Emendamento passò senza modifiche nel 1870.
Nel 1868 con Susan B. Anthony e Parker Pillsbury, un avvocato e ministro femminista di punta all'epoca, Elizabeth pubblicò il settimanale Revolution, dedicato a questioni femminili.
Nel novembre 1969, Stanton si unì al Lyceum Bureau di New York, un'organizzazione che forniva lezioni, performance teatrali, lezioni e dibattiti come programma di educazione per gli adulti. Per circa 12 anni viaggiò e tenne conferenze per otto mesi l'anno, guadagnando così i fondi necessari per mandare i suoi due figli più giovani al college, affermando la sua popolarità come oratrice, ottenendo molti riconoscimenti pubblici e confermando la sua reputazione come leader preminente del movimento per i diritti delle donne. Tra i suoi discorsi più popolari si registrano "Our Girls", "Our Boys", "Co-education", "Marriage and Divorce", "Prison Life" e "The Bible and Woman's Rights". I suoi viaggi la tenevano così occupata che Stanton, benché presidente, riuscì a presiedere solo quattro dei 15 congressi della National Woman's Suffrage Association durante questo periodo.
Elizabeth contribuì a promuovere il suffragio femminile in vari stati, in particolare New York, Missouri, Kansas, dove fu incluso nel ballottaggio del 1867, e nel Michigan, messo ai voti nel 1874. Fece richiesta di ottenere un seggio al Congresso degli Stati Uniti a New York nel 1866 che non fu accettata; si ritiene che ci sia stata la sua influenza dietro l'approvazione nello Stato di New York del Woman's Property Bill. Si impegnò a favore del suffragio femminile nel Wyoming, nello Utah e in California, e nel 1878 convinse il senatore della California Aaron A. Sargent ad introdurre un emendamento sul suffragio femminile usando parole simili a quelle utilizzate del Quindicesimo emendamento approvato circa otto anni prima. Nei suoi ultimi anni Elizabeth si impegnò nella creazione di cooperative e di posti di lavoro. Era attratta da varie forme di radicalismo politico, sosteneva il Partito del Popolo e si identificava con il socialismo, in particolare con il socialismo fabiano.

## Gli anni successivi (1870-1898)
Nel decennio successivo alla ratifica del Quindicesimo Emendamento, sia Elizabeth Cady Stanton che Susan B. Anthony sostennero che il Quattordicesimo Emendamento conferiva alle donne il diritto di voto, come sostenuto in precedenza da Victoria Woodhull, in quanto esso definiva come cittadini "tutte le persone nate o naturalizzate negli Stati Uniti e soggette alla loro giurisdizione", incluse quindi le donne. Di conseguenza, anche il Quindicesimo Emendamento consentiva loro il diritto voto, e bastava quindi fondare su questa richiesta costituzionale le rivendicazioni del suffragio femminile.
Dopo il passaggio del Quindicesimo Emendamento nel 1870, appoggiato dalla Equal Rights Association e da eminenti suffragiste come Stone, Blackwell e Howe, il divario tra le leader del movimento femminile e Elizabeth Cady Stanton si ampliò, specie a seguito delle contestazioni mosse da quest'ultima nei confronti delle inclinazioni religiose di alcune esponenti del movimento. A differenza di molte sue colleghe, Elizabeth riteneva che il cristianesimo relegasse le donne in una posizione sociale inaccettabile. Questa sua opinione è ben descritta in The Woman's Bible in cui le Scritture bibliche vengono analizzate da una prospettiva femminista. Secondo Cady Stanton, essa doveva mirare a correggere l'interpretazione sessista che riteneva intrinseca al cristianesimo. Allo stesso modo Elizabeth sosteneva i diritti per il divorzio, per il riconoscimento della proprietà e del lavoro femminile, questioni in cui l'American Women's Suffrage Association (AWSA) preferiva non essere coinvolta.

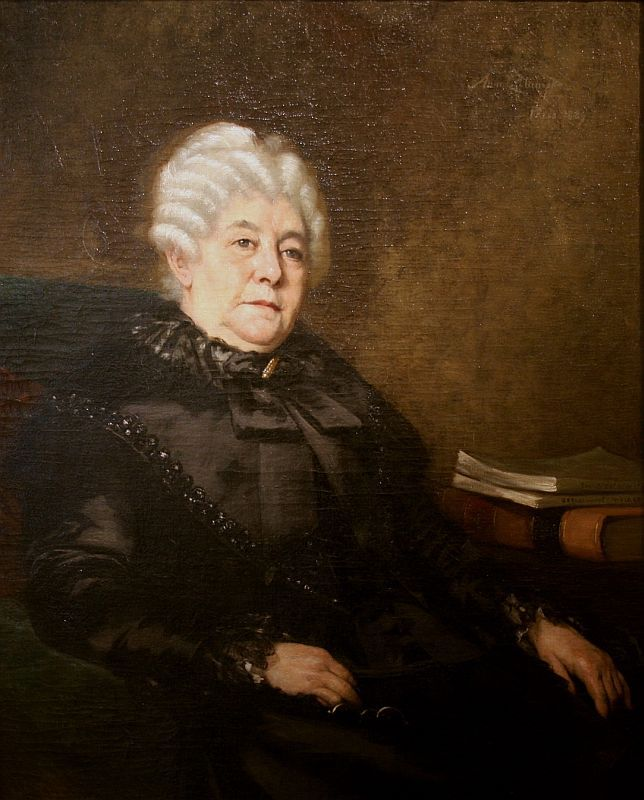
Anna Elizabeth Klumpke (1856–1942)/National Portrait Gallery. Elizabeth Cady Stanton, 1889

Le sue posizioni più radicali includevano l'accettazione del matrimonio interrazziale. Nonostante la sua opposizione a dare agli uomini afroamericani il diritto di voto senza riconoscerlo a tutte le donne, e il linguaggio dispregiativo di cui si era avvalsa per esprimere questa opposizione, Stanton non aveva obiezioni al matrimonio interrazziale e scrisse una lettera di congratulazioni a Frederick Douglass per il suo matrimonio nel 1884 con Helen Pitts, una donna bianca. Susan B. Anthony, temendo la pubblica condanna da parte dell'Associazione nazionale delle donne per il suffragio (NWSA) e volendo mantenere la richiesta di suffragio femminile come priorità, chiese ad Elizabeth di non rendere pubblica la sua lettera a Douglass, e il suo consenso al matrimonio interrazziale.
Cady Stanton continuò a scrivere libri, documenti e discorsi che divennero i più influenti del movimento per i diritti delle donne. A partire dal 1876, con Susan B. Anthony e Matilda Joslyn Gage collaborò alla stesura del primo volume di History of Woman Suffrage (Storia del Suffragio femminile), un'opera in sei volumi contenente l'intera storia, i documenti e le lettere del Movimento. L'opera, i cui primi due volumi furono pubblicati nel 1881 e il terzo nel 1886, venne completata nel 1922 da Ida Husted Harper.

Tra i più importanti scritti di Elizabeth si collocano The Woman's Bible divisa in due parti, una pubblicata nel 1895 e l'altra nel 1898; la sua autobiografia, Eighty Years & More: Reminiscences 1815–1897, pubblicata nel 1898; The Solitude of Self, o Self-Sovereignity, che pronunciò per la prima volta come discorso alla Conferenza del 1892 della National American Suffrage Association a Washington, DC. 

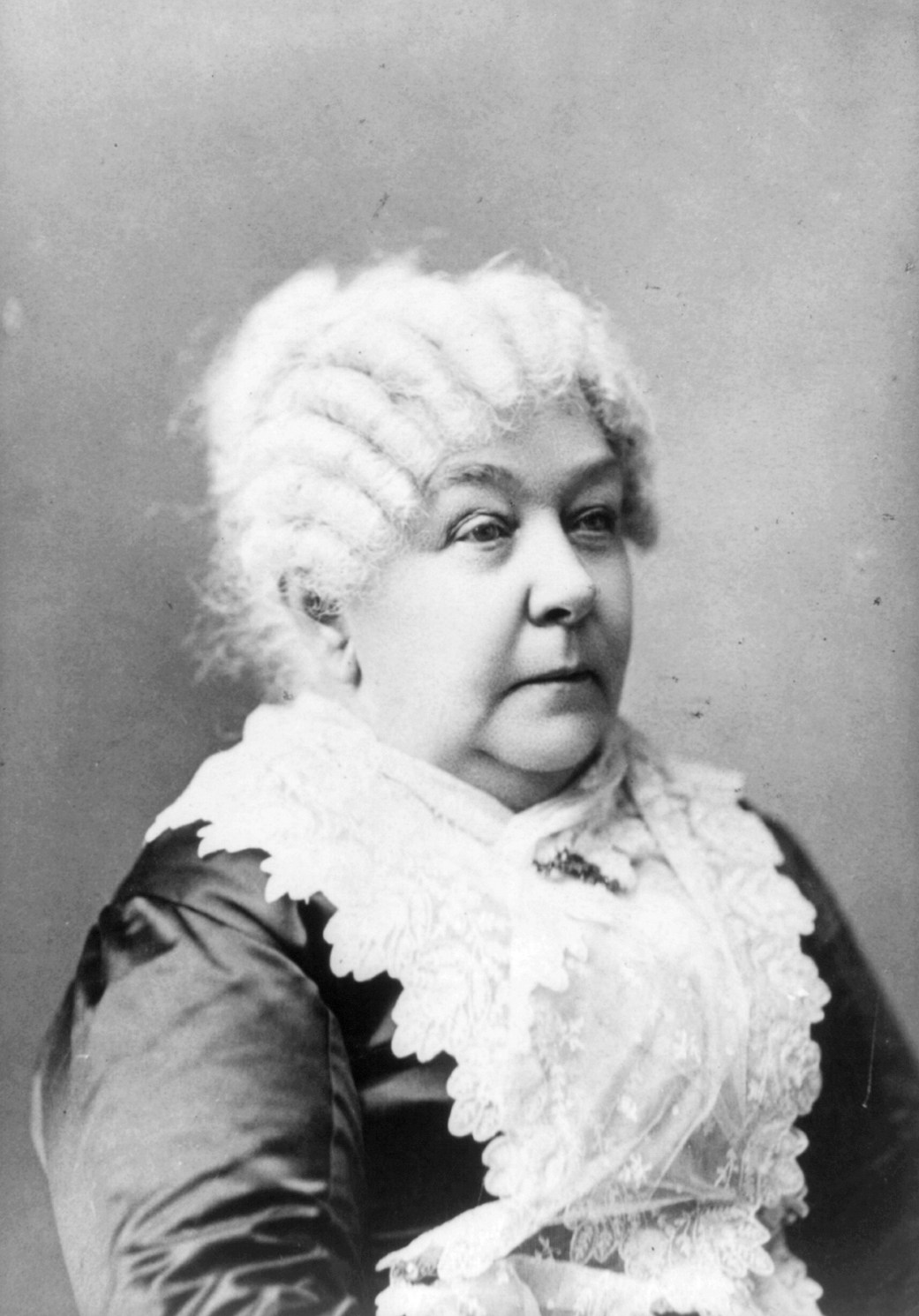
Elizabeth Cady Stanton

Stanton fu attiva anche a livello internazionale, trascorrendo molto tempo in Europa, dove viveva la figlia e collega femminista Harriot Stanton Blatch. Nel 1888 diede il proprio contributo nella preparazione e fondazione dell'International Council of Women (ICW).
Nel 1890 si oppose alla fusione della National Woman's Suffrage Association con la più conservatrice e religiosa American Woman Suffrage Association. Malgrado le sue obiezioni, le due organizzazioni si fusero creando la National American Woman Suffrage Association (NAWSA) e, nonostante la sua opposizione alla fusione, Stanton divenne la sua prima presidente, grazie soprattutto all'intercessione di Susan B. Anthony. A causa di The Woman's Bible e della sua posizione su questioni come il divorzio, tuttavia, non fu mai popolare tra i membri più conservatori del "National American".
Il 18 gennaio 1892, circa dieci anni prima di morire, Elizabeth Stanton, con Anthony, Stone e Isabella Beecher Hooker, affrontò la questione del suffragio davanti al Commissione Giustizia della Camera degli Stati Uniti. Dopo quasi cinquant'anni di lotta per il suffragio femminile e per i diritti delle donne, questa fu la sua ultima apparizione davanti ai membri del Congresso degli Stati Uniti. Usando il testo di ciò che divenne in seguito The Solitude of Self parlò del valore centrale dell'individuo, sottolineando come esso non fosse basato sul genere della persona. Come per la Dichiarazione dei Sentimenti che aveva scritto circa 45 anni prima, questa nuova dichiarazione esprimeva non solo la necessità dei diritti di voto delle donne, ma anche il bisogno di rivedere la posizione delle donne all'interno della società.
Stanton sostenne con convinzione la guerra ispano-americana nel 1898, scrivendo: "Sebbene io sia contro la guerra in sé, sono lieta che si sia giunti a questo punto: mi piacerebbe vedere la Spagna ... spazzata via dalla faccia della terra".

## Morte ed eredità

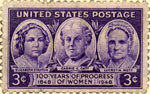
Francobollo americano in commemorazione della Convention di Seneca Falls intitolata 100 Years of Progress of Women: 1848–1948 (Elizabeth Cady Stanton sulla sinistra, Carrie Chapman Catt al centro, Lucretia Mott a destra).

Elizabeth Cady Stanton morì di scompenso cardiaco nella sua casa di New York il 26 ottobre 1902, 18 anni prima che le donne ottenessero il diritto di voto negli Stati Uniti. Fu sepolta nel Woodlawn Cemetery nel Bronx, a New York; sulla sua tomba è stato eretto un monumento in onore di lei e di suo marito. A differenza della madre che non poté frequentare dei veri e propri college e università, le figlie vi furono ammesse: Margaret Livingston Stanton Lawrence frequentò il Vassar College (1876) e la Columbia University (1891), e Harriot Stanton Blatch conseguì sia il diploma che la laurea presso il Vassar College, rispettivamente nel 1878 e nel 1891.
Dopo la morte di Elizabeth, le sue idee poco ortodosse sulla religione e la sua particolare attenzione nei confronti dell'occupazione femminile, portarono molti suffragisti a considerare Susan B. Anthony la fondatrice del movimento del suffragio femminile. La controversa pubblicazione de La Bibbia della donna nel 1895 allontanò altri suffragisti più religiosi, confermando Susan come guida del movimento. Susan continuò a lavorare con NAWSA e divenne popolare tra i membri più giovani del movimento. Nel 1923, durante le celebrazioni per il 75º anniversario della Convenzione di Seneca Falls, solo Harriot Stanton Blatch rese omaggio al ruolo che aveva ricoperto sua madre in passato. Anche nel 1977 Susan venne celebrata fondatrice del movimento, mentre Elizabeth non fu menzionata. Nel corso del tempo, la figura di Elizabeth Cady Stanton è comunque riuscita ad ottenere il giusto riconoscimento.

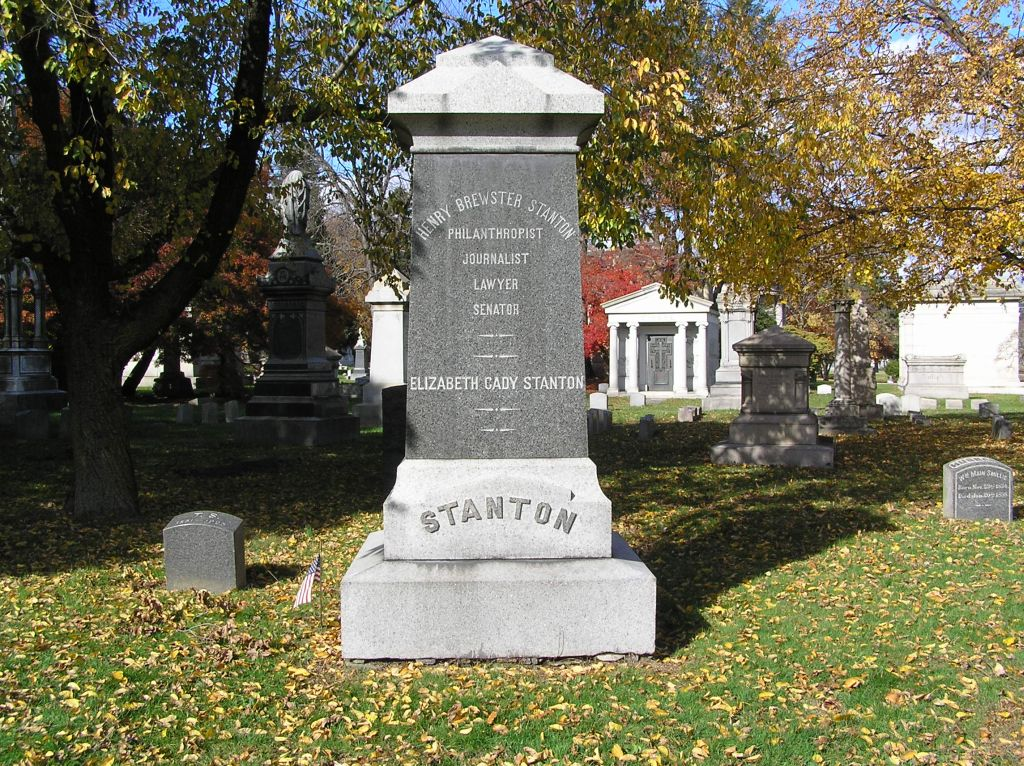
Il monumento per Henry Brewster Stanton e Elizabeth Cady Stanton nel Woodlawn Cemetery

Commemorazioni

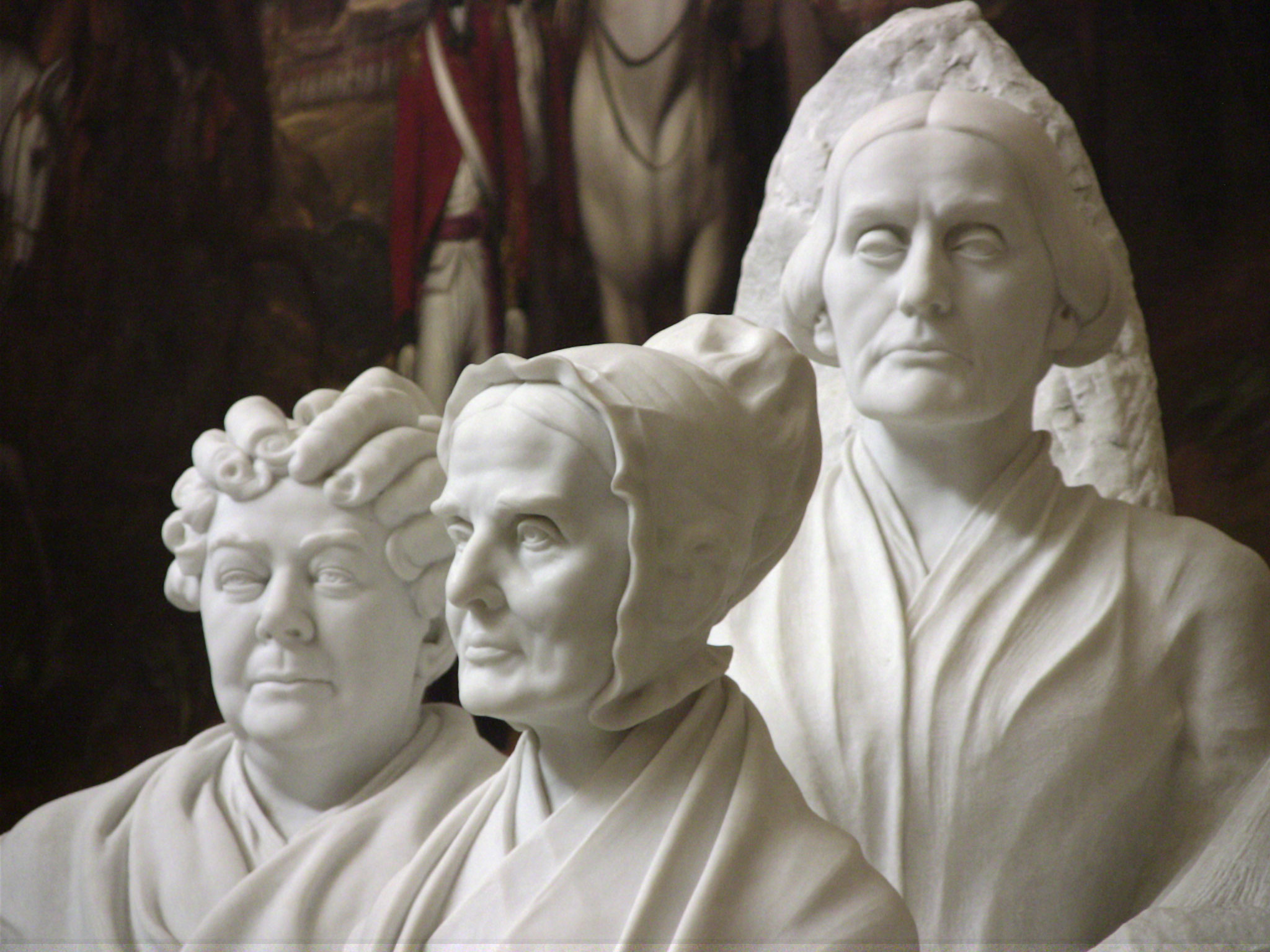
Monumento in memoria delle pioniere del movimento sul suffragio femminile, realizzato da Adelaide Johnson (1859–1955) con Elizabeth Cady Stanton, Susan B. Anthony and Lucretia Mott.

Una scultura realizzata da Adelaide Johnson al Campidoglio (Washington) nel 1921, commemora Elizabeth Cady Stanton, Lucretia Mott e Susan B. Anthony.
Nel 1965 la casa di Elizabeth Cady Stanton a Seneca Falls e nel 1975 quella a Tenafly, New Jersey, sono state dichiarate National Historic Landmark.
Nel 1999 l'interesse per Elizabeth Cady Stanton si è riacceso grazie al documentario Not for Ourselves Alone: The Story of Elizabeth Cady Stanton & Susan B. Anthony realizzato da Ken Burns. Nello stesso anno Ted Aub ha realizzato una scultura in memoria del giorno (12 maggio 1851) in cui Amelia Bloomer presentò Susan a Elizabeth. Questa scultura, chiamata Quando Anthony incontrò Stanton, è composta da tre donne raffigurate come statue in bronzo a grandezza naturale, e si trova sul lago Van Cleef a Seneca Falls, New York, dove è avvenuto l'incontro.
L'Elizabeth Cady Stanton Pregnant and Parenting Student Services Act, istituito dalla senatrice Elizabeth Dole l'8 novembre 2005, è un progetto pilota che si pone l'obiettivo di fornire 10 milioni di dollari annui per incoraggiare gli istituti di formazione superiore ad istituire e gestire un servizio di assistenza per le studentesse in gravidanza e i futuri genitori.
Nel 2008 la redazione del giornale The revolution in cui ha lavorato con Susan B. Anthony, è stata inclusa nella mappa dei siti storici di Manhattan dedicati a importanti figure femminili.
Nel 2012 il progetto Elizabeth Cady Stanton and Susan B. Anthony Papers, curato da Rutgers, State University of New Jersey, si è posto l'obiettivo di localizzare, raccogliere e pubblicare i materiali disponibili scritti dalle due attiviste statunitensi.
Il Dipartimento del Tesoro degli Stati Uniti il 20 aprile 2016 ha annunciato che un'immagine di Cady Stanton apparirà sul retro di una nuova banconota da 10 $ insieme a Lucretia Mott, Sojourner Truth, Susan B. Anthony, Alice Paul e il Woman Suffrage Procession, la parata per il suffragio femminile del 1913. Le nuove banconote da 5 $, 10 $ e 20 $ verranno svelate al pubblico nel 2020 in concomitanza con il 100º anniversario per la conquista del diritto al voto per le donne americane attraverso il 19° Emendamento.

## Opere
Opere scritte da Elizabeth Cady Stanton come autrice o coautrice:

### Libri
- 1881-1922. History of Women Suffrage (Voll.1–3 scritti da Susan B. Anthony e Matilda Joslyn Gage; voll. 4–6 completati da altri autori, incluse Anthony, Gage e Ida Harper)
- 1892/1910. Solitude of Self (originariamente pronunciato come discorso nel 1892; successivamente pubblicato in un'edizione rilegata dalla Paris Press)
- 1895. The Woman's Bible
- 1898. Eighty Years & More: Reminiscences 1815–1897

### Periodici e riviste
- 1868-1870. Revolution (co-curatrice)
- Lily (pubblicato da Amelia Bloomer; Stanton collaboratrice)
- Una (pubblicato da Paulina Wright Davis; Stanton collaboratrice)
- New York Tribune (pubblicato da Horace Greeley; Stanton collaboratrice)

### Documenti, saggi e discorsi
- 1848. Dichiarazione dei Sentimenti And Resolutions

Dichiarazione dei sentimenti, e risoluzioni, di Elizabeth C. Stanton, Lucretia C. Mott, a cura di Maria Paola Fiorensoli, Roma, Caravan, 2013
- 1866. A Petition for Universal Suffrage
- 1884. Self-government the Best Means of Self-development
- 1892. Solitude of Self
- 1892. The Degradation of Disenfranchisement
- Lyceum speeches: Fra gli altri, "Our Girls," "Our Boys," "Co-education," "Marriage and Divorce," "Prison Life," e "The Bible and Woman's Rights," "Temperence and Women's Rights"

I documenti di Elizabeth Stanton sono conservati presso la Rutgers University:  The Elizabeth Cady Stanton e Susan B. Anthony Papers Project, Rutgers University (archiviato dall'url originale il 13 febbraio 2020)..